# Parc provincial Cabot's Landing
Le parc provincial Cabot's Landing (anglais : Cabot's Landing Provincial Park) est un parc provincial de la Nouvelle-Écosse situé sur l'île du Cap-Breton. Ce petit parc situé sur la rive de la baie Aspy protège un monument commémorant un accostage de l'explorateur Jean Cabot. Le parc comprend une aire de pique-nique et une plage.